# Epicicloidă

Curba roşie este o epicicloidă trasată în timp ce cercul mic (r = 1) se rostogoleşte pe exteriorul cercului mare (R = 3).

În geometrie, o epicicloidă este o curbă plană trasată de un punct fix de pe un cerc — numit epiciclu — care se rostogolește fără alunecare pe exteriorul unui alt cerc fix. Este un caz particular de ruletă.
Dacă cercul mai mic are raza r, iar cercul mai mare are raza R = kr, atunci 
ecuațiile parametrice pentru curbă sunt:
{\displaystyle x(\theta )=r(k+1)\left(\cos \theta -{\frac {\cos((k+1)\theta )}{k+1}}\right)}
{\displaystyle y(\theta )=r(k+1)\left(\sin \theta -{\frac {\sin((k+1)\theta )}{k+1}}\right)}
Dacă k este număr întreg, atunci curba este închisă și are k cuspide.
Dacă k este număr rațional, k=p/q, atunci curba are p cuspide.
Dacă k este număr irațional, atunci curba nu se închide și umple spațiul dintre cercul mai mare și un cerc de rază R+2r.

Exemple de epicicloide
k = 1
k = 2
k = 3
k = 4
k = 2,1 = 21/10
k = 3,8 = 19/5
k = 5,5 = 11/2
k = 7,2 = 36/5

Epicicloida este un caz particular de epitrohoidă.
Un epiciclu cu o cuspidă este o cardioidă.
O epicicloidă și evoluta sa sunt similare.